# Perarrúa
Perarrúa är en kommun i Spanien.   Den ligger i provinsen Provincia de Huesca och regionen Aragonien, i den nordöstra delen av landet, 400 km nordost om huvudstaden Madrid. Antalet invånare är 109. Arean är 30 kvadratkilometer.
Terrängen i Perarrúa är huvudsakligen kuperad, men åt sydost är den platt.